# Domača koza
Domača koza (znanstveno ime Capra aegagrus hircus) je udomačena podvrsta divje koze jugozahodne Azije in Evrope. Koza spada v družino votlorogov in je tesno povezana z ovco, saj obe spadata v poddružino koz (Caprinae). Ovce in koze lahko imenujemo s skupnim imenom drobnica. Koza nam daje mleko in iz njega lahko izdelujemo sir. doma imam kozo. Je zelo lepa.

## Najpogostejše pasme koz v Sloveniji
- burska koza - primerna za zakol
- drežniška koza
- slovenska srnasta koza - mlečna pasma
- slovenska sanska koza - mlečna pasma

## Avtohtone slovenske pasme koz
V Sloveniji je edina avtohtona pasma koze drežniška koza.